# Мекорьюк (аэропорт)
Аэропорт Мекорьюк (англ. Mekoryuk Airport), (ИАТА: MYU, ИКАО: PAMY, FAA LID: MYU) — государственный гражданский аэропорт, расположенный в 5,5 километрах к западу от центрального делового района города Мекорьюк (Аляска), США.

## Операционная деятельность
Аэропорт Мекорьюк занимает площадь в 233 гектар, расположен на высоте 15 метров над уровнем моря и эксплуатирует одну взлётно-посадочную полосу:
- 5/23 размерами 936 x 23 метров с гравийным покрытием.